# Hyalarctia sericea
Hyalarctia sericea là một loài bướm đêm thuộc phân họ Arctiinae, họ Erebidae.